# Champagne-Mouton
 Champagne-Mouton  là một xã thuộc tỉnh Charente trong vùng Nouvelle-Aquitaine tây nam nước Pháp. Xã nay có độ cao trung bình 176 mét trên mực nước biển.